# Bonnie Bernström
Bonnie Laila Ingemarsdotter Bernström, född 7 maj 1948 i Karlskoga, är en svensk konsult och politiker (folkpartist).

## Biografi
Bonnie Bernström är dotter till direktör Harald Bernström. Hon blev fil. kand. vid Stockholms universitet 1972 och var politisk skribent på Expressen 1974–1975 och ordförande i Folkpartiets ungdomsförbund 1975–1977. Efter riksdagsåren var hon bland annat informationschef vid SJ 1983–1986 och därefter konsult, från 1989 i eget företag. Hon har drivit konsultverksamhet i samarbete med bland annat FN:s utvecklingsprogram och Sida i Ukraina, Moldavien, Kirgizistan, Kazakstan, Uzbekistan, Turkmenistan, Tadzjikistan, Filippinerna, Estland, Lettland, Litauen, Nordmakedonien, Bosnien, Serbien och Egypten.
Hon tjänstgjorde som riksdagsledamot (statsrådsersättare) för Stockholms kommuns valkrets i omgångar 1976, 1977–1978 och 1978–1982. I riksdagen var hon bland annat ledamot i justitieutskottet 1979–1982. Hon var även ledamot i folkpartiets partistyrelse 1975–1977 och 1978–1987 samt adjungerad 2010-2012.
Bernström är främst engagerad i jämställdhetsfrågor och internationell politik. Hon var vid mitten av 1990-talet ordförande för Stiftelsen Kvinnor Kan och 2010–2012 för folkpartiets kvinnoförbund Liberala kvinnor. Hon är sedan 2013 styrelseledamot i SILC (Swedish International Liberal Centre) och vice ordförande i UN Women Nationell Kommitté Sverige.
Hon har givit ut böckerna Framtiden är Tvärtom, Kvinnor som Kan och Skål, tjejer! samt medverkat i olika debattböcker.
Hon var gift med Magnus Lagerkvist mellan 1975 och 2000 men är sambo med Bengt Westerberg sedan 2013. Hon har två barn, Fredrik Lagerkvist och Rebecca Lagerkvist.